# Андреевка (Шептицкий район)
Андреевка (укр. Андріївка) — село в Радеховской городской общине Шептицкого района Львовской области Украины.
Население по переписи 2001 года составляло 326 человек. Занимает площадь 0,882 км². Почтовый индекс — 80211. Телефонный код — 3255.